# ESobi
eSobi è uno strumento Internet multi-funzionale che integra un lettore RSS, un motore di meta-ricerche e una libreria di informazioni, il tutto in un'unica interfaccia. Una versione "light" di eSobi (chiamata eSobi News Center), contenente il news reader e la libreria è precaricata su tutti i computer Acer a livello mondiale.

## Storia
eSobi è stato introdotto inizialmente da esobi Inc. nel 2006 come shareware basato su Windows per la lettura di RSS news, ricerche incrociate nei vari motori di ricerca e gestione centralizzata dei file per le informazioni Internet ricevute. È uno dei pochi lettori RSS ad aver conquistato il logo "Certified for Windows Vista", che assicura la piena compatibilità con Microsoft Windows Vista.
A partire dal primo semestre del 2007, eSobi ha istituito una partnership con Acer Inc. per il precaricamento di eSobi News Center sui loro computer desktop e laptop, tra cui il famoso netbook ultra-portatile Aspire One e la serie Timeline. eSobi è inoltre disponibile sulle unità flash Transcend V30 USB e su alcuni modelli di motherboard MSI.

## Caratteristiche
- Lettore RSS che supporta il formato OPML
- 21 canali predefiniti regionali precaricati
- Modalità solo testo e riepilogo per le pagine nuove senza pubblicità
- Potenti filtri per le notizie basati su parole chiave
- Strumenti di ricerca di base/avanzate
- Ricerca simultanea su Google, Yahoo! e MSN
- Affinamento delle ricerche con parole chiave suggerite mediante analisi dei risultati di ricerca
- Database della storia delle ricerche
- Libreria di documenti per le news RSS e organizzazione dei risultati di ricerca
- Supporto per i file Microsoft Office, PDF e html per la gestione centralizzata dei file
- Editor di pagine Web per annotazioni rapide
- Supporto per 14 lingue: inglese, francese, tedesco, italiano, spagnolo, portoghese, svedese, olandese, giapponese, russo, finlandese, ceco, cinese tradizionale e cinese semplificato.